# Euxoa hastifera
Euxoa hastifera är en fjärilsart som beskrevs av Donzel 1847. Euxoa hastifera ingår i släktet Euxoa och familjen nattflyn. Inga underarter finns listade i Catalogue of Life.